# 自動車排出ガス試験結果証明書

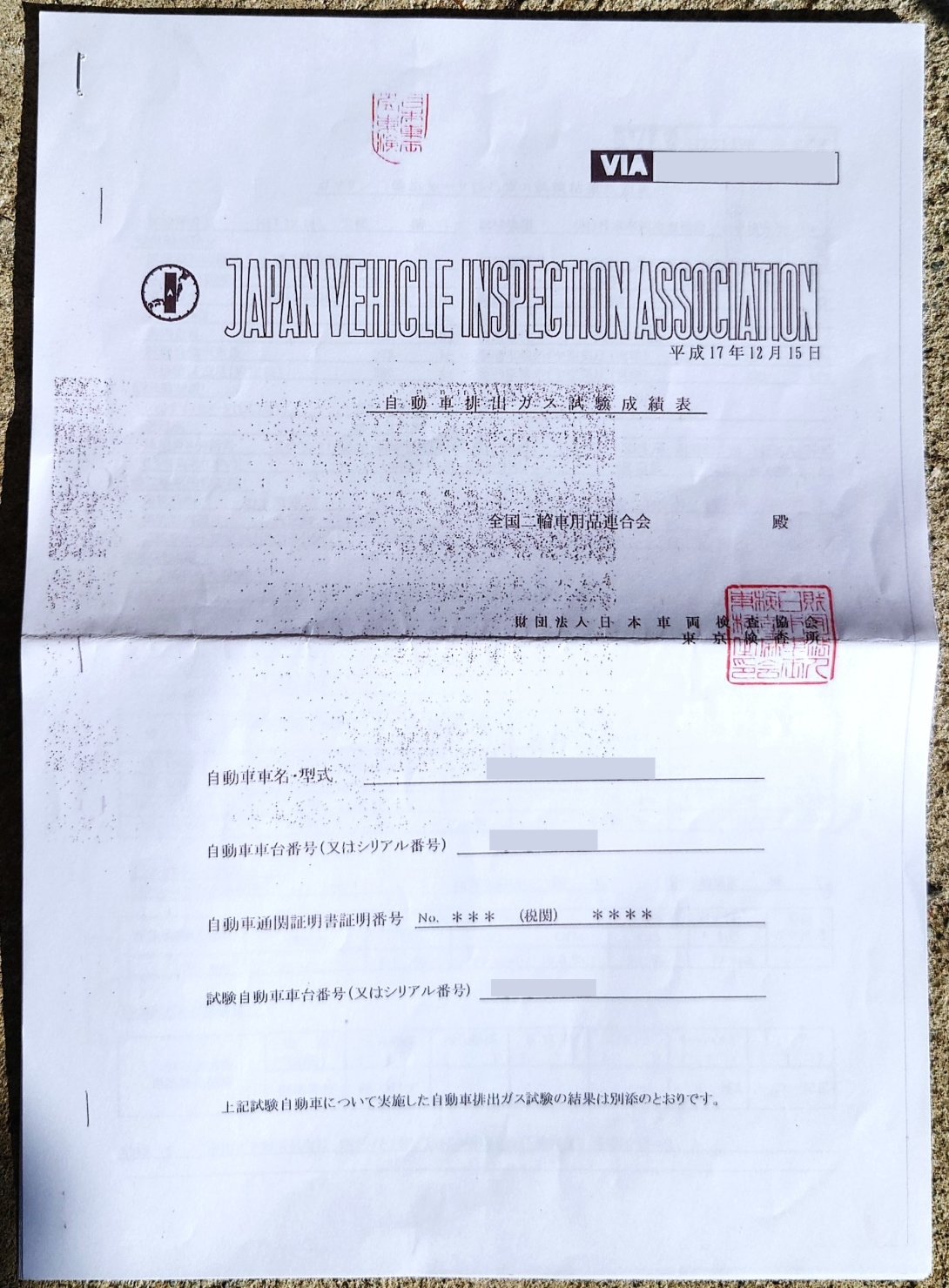
自動車排出ガス試験結果証明書(ガスレポ)の表紙

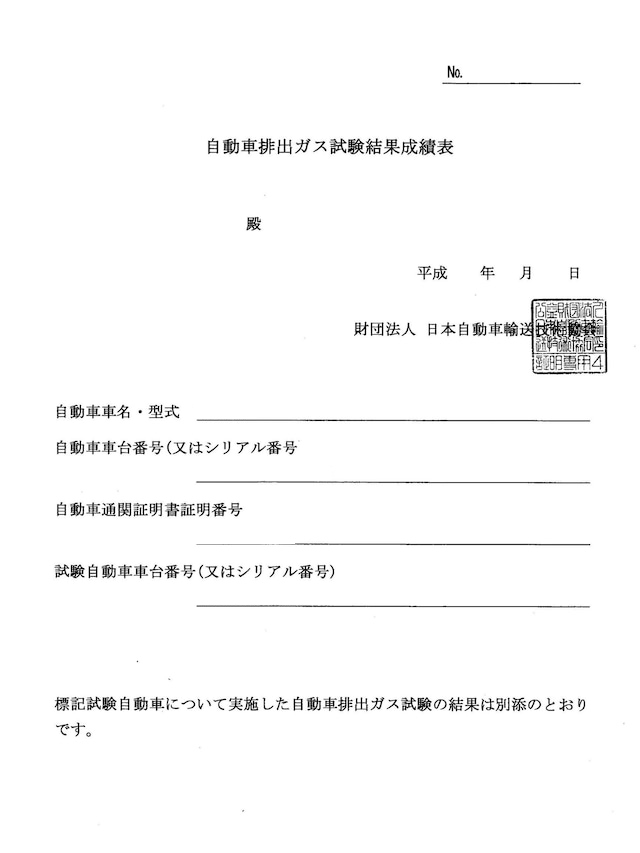
自動車排出ガス試験結果成績表(同型レポート)の表紙

自動車排出ガス試験結果証明書(ガスレポ)は、純正触媒や燃料噴射装置などを社外品に交換し、純正状態での排ガス浄化性能を担保出来ない状態となった自動車の排ガス性能を担保する書類である。
日本国内における保安基準への適合を確認するための書類であるため、以降本邦における書類を専ら記載する。また、自動車排出ガス試験成績表(排出ガス同型レポート、同型成績表)と呼ばれる類似した取扱いの書類についても記載する。

## 概要
自動車のうち、軽自動車・二輪の小型自動車・登録車(いわゆる普通車)・特殊自動車のうち原動機のある車両はナンバープレートの交付された時点に規定された排ガス基準に適合している必要がある。
これらの車両のうち、燃料噴射装置・触媒および触媒の内蔵されたマフラー等を社外品へ交換した車両は新車時の排ガス規制への適合が担保出来ないため、その証明として社外品メーカーが交付する書類である。
また、並行輸入車においては、正規輸入車とは異なり排ガス規制への適合を担保出来ない。その際に適合を証明する書類として、排出ガス同型レポート(同型成績表)が交付される。

## 排出ガス同型レポート(同型成績表)
並行輸入車において排出ガス及び加速走行騒音の試験成績表となる書類であり、排出ガス試験枠においては通常10台、加速騒音試験枠においては通常30台までの台数限定で交付される。製造年により適用数値に違いがあり、昭和53年度、平成12年度、平成17年度、平成21年で区分がある。またディーゼル車においても同様であり、総重量3500kgを超える車両においてはブレーキレポート(制動力試験書類)も必要となる。

## 適用例
- フューエルインジェクションの車両をキャブレターへ変更した例。 [1]
- 純正キャブレターから社外キャブレターへ変更した例。
- キャブレター仕様の車両において、触媒を後付けした例。[2]
- 触媒の付いている車両において、社外のスポーツ触媒へ変更した例。[3]

## 法的取扱い
車両区分・登録の状態によりガスレポが必要となる状況が異なる。二輪車においては平成11年二輪車排出ガス規制以降の車両においては触媒・マフラーを交換以降の車検において提示が必要となる。
証明書類としての性質上、ガスレポ(同型レポート)と車検証の車両型式とエンジン型式が同一である必要があり、また発行を受けた車両は車検時に提示が必要となる。
排出ガス同型レポートの場合は車検時に排ガス試験時に車両所有者の名義が同一である必要があり、また同一枠での登録の取り扱い上、触媒の有無など車両としての仕様も同一である必要がある。

## 発行
ガスレポ、同型レポートどちらにおいても試験を行う機関に車両を持ち込み現車により検査を行う。その性質上、一度検査を受けた車両の状態に対する担保であるため、触媒などの劣化により基準不適合となる可能性があり、書類を有する事がそのまま車検の通過への担保とはならない。
また排ガス検査一回にかかる費用は高額であり、再検査含め一度に二度のみ検査を行う事が出来る。そのため特に同型レポートは発行枚数が限られる傾向にあり、再発行に掛かる費用はガスレポにおいては3000円程度であるが、同型レポートは概ね5～30万円程度と高額になる傾向にある。